# Milan Jovanović (fotbalista, 1981)
Milan Jovanović (srbská azbuka: Милан Јовановић; * 18. dubna 1981) je bývalý srbský fotbalista, který hrál jako útočník nebo jako křídlo.
Svou kariéru zahájil v FK Vojvodina, poté krátce působil v Šachtaru Doněck a Lokomotivu Moskva, než přestoupil Standardu Lutych. V sezóně 2010/11 strávil sezónu v Liverpoolu, poté se vrátil zpět do Belgie, kde zbytek kariéry strávil v Anderlechtu.
Jovanović od svého debutu v roce 2007 odehrál za srbskou reprezentaci 44 zápasů a vstřelil 11 gólů. Hrál na Mistrovství světa ve fotbale 2010.